# Анненко, Елена Петровна
Еле́на Петро́вна А́нненко (в девичестве Ти́ссина; 10 февраля 1977, Тимашёвск) — российская гребчиха-байдарочница, выступала за сборную России в середине 1990-х — начале 2000-х годов. Участница летних Олимпийских игр в Сиднее, бронзовая призёрша чемпионатов мира и Европы, многократная чемпионка всероссийских первенств. На соревнованиях представляла спортивный клуб Министерства обороны РФ, мастер спорта международного класса.

## Биография
Елена Тиссина родилась 10 февраля 1977 года в городе Тимашёвске, Краснодарский край. Активно заниматься греблей начала в возрасте двенадцати лет, проходила подготовку под руководством тренеров С. Лыфаря и В. Михайловского, состояла в спортивном клубе Министерства обороны РФ.
Первого серьёзного успеха добилась в 1996 году, когда впервые завоевала золотую медаль взрослого всероссийского первенства, одержав победу в зачёте одноместных байдарок на дистанции 200 метров (впоследствии становилась чемпионкой России в различных дисциплинах ещё 18 раз). Попав в основной состав российской национальной сборной, в 1997 году побывала на чемпионате Европы в болгарском Пловдиве и на чемпионате мира в канадском Дартмуте, откуда привезла медали бронзового достоинства, выигранные на дистанции 200 метров среди байдарок четвёрок и двоек соответственно. Год спустя взяла бронзу на мировом первенстве в венгерском Сегеде — с четырёхместным экипажем в программе двухсот метров. Ещё через год добыла бронзу на первенстве Европы в хорватском Загребе, на двухстах метрах финишировала третьей с байдаркой-двойкой.
Благодаря череде удачных выступлений Тиссина удостоилась права защищать честь страны на летних Олимпийских играх 2000 года в Сиднее — соревновалась на полукилометровой дистанции среди двоек и среди четвёрок. В паре с Натальей Гулий заняла в финале девятое место, в составе четвёрки, куда также вошли Наталья Гулий, Ольга Тищенко и Галина Порываева, была седьмой. После сиднейской Олимпиады осталась в основном составе национальной сборной и продолжила принимать участие в крупнейших международных регатах. В 2003 году последний раз стала чемпионкой страны и вскоре приняла решение завершить карьеру профессиональной спортсменки, уступив место в сборной молодым российским гребчихам. За выдающиеся спортивные достижения удостоена почётного звания «Мастер спорта России международного класса».
Имеет высшее образование, окончила Кубанскую государственную академию физической культуры (ныне Кубанский государственный университет физической культуры, спорта и туризма). После завершения спортивной карьеры занималась общественной деятельностью, участвовала во многих спортивных мероприятиях, связанных с пропагандой физкультуры и здорового образа жизни, выступала на первенствах Краснодара в марафонских заплывах байдарок на 42 км. В настоящее время работает тренером-преподавателем в районной детско-юношеской спортивной школе в Тимашёвске.
Её старший брат Андрей Тиссин тоже был довольно известным гребцом на байдарке, побеждал на чемпионатах мира и Европы, добившись звания заслуженного мастера спорта. В 2008 году он погиб во время одной из тренировок.